# Urovci
Urovci (izvirno srbsko Уровци) je naselje v Srbiji, ki upravno spada pod Občino Obrenovac; slednja pa je del Mesta Beograd.

## Demografija
V naselju, katerega izvirno (srbsko-cirilično) ime je Уровци, živi 1198 polnoletnih prebivalcev, pri čemer je njihova povprečna starost 38,6 let (37,6 pri moških in 39,6 pri ženskah). Naselje ima 502 gospodinjstev, pri čemer je povprečno število članov na gospodinjstvo 3,07.
To naselje je, glede na rezultate popisa iz leta 2002, večinoma srbsko, a v času zadnjih treh popisov je opazno zmanjšanje števila prebivalcev.
|  |

| Demografija | Demografija     | Demografija     |
| Leto        | Št. prebivalcev | Št. prebivalcev |
| ----------- | --------------- | --------------- |
|             |                 |                 |
|             |                 |                 |
|             |                 |                 |
|             |                 |                 |
| 1948        | 1350            |                 |
| 1953        | 1306            |                 |
| 1961        | 1391            |                 |
| 1971        | 1501            |                 |
| 1981        | 1679            |                 |
| 1991        | 1618            | 1588            |
| 2002        | 1581            | 1540            |
|             |                 |                 |

| Etnična sestava po popisu iz leta 2002 | Etnična sestava po popisu iz leta 2002 | Etnična sestava po popisu iz leta 2002 | Etnična sestava po popisu iz leta 2002 | Etnična sestava po popisu iz leta 2002 |
| -------------------------------------- | -------------------------------------- | -------------------------------------- | -------------------------------------- | -------------------------------------- |
| Srbi                                   | Srbi                                   |                                        | 1.479                                  | 96,03%                                 |
| Romi                                   | Romi                                   |                                        | 19                                     | 1,23%                                  |
| Črnogorci                              | Črnogorci                              |                                        | 15                                     | 0,97%                                  |
| Makedonci                              | Makedonci                              |                                        | 3                                      | 0,19%                                  |
| Hrvati                                 | Hrvati                                 |                                        | 1                                      | 0,06%                                  |
| Ukrajinci                              | Ukrajinci                              |                                        | 1                                      | 0,06%                                  |
| Muslimani                              | Muslimani                              |                                        | 1                                      | 0,06%                                  |
| Neznano                                | Neznano                                |                                        | 15                                     | 0,97%                                  |